# Eupyrrhoglossum corvus
Eupyrrhoglossum corvus là một loài bướm đêm thuộc họ Sphingidae. Loài này có ở vùng đất thấp nhiệt đới và cận nhiệt đới từ Nicaragua tới Bolivia, Venezuela và Peru.
Nó gần giống loài Perigonia lusca lusca.
Cá thể trưởng thành có lẽ mọc cánh quanh năm.
Ấu trùng có lẽ ăn các loài Rubiaceae, như Guettarda macrosperma và Chomelia spinosa.

## Hình ảnh